# Куркина, Любовь Викторовна
Любовь Викторовна Куркина (род. 17 февраля 1937, Москва) — советский и российский лингвист, этимолог и лексикограф. Доктор филологических наук, главный научный сотрудник Института русского языка им. В. В. Виноградова, членкор Словенской академии наук и искусств (2015).

## Биография
Окончила филологический факультет МГУ (1959), с 1960 по 1963 год училась там же в аспирантуре. С 1965 года и поныне работает в отделе этимологии и ономастики Института русского языка им. В. В. Виноградова РАН, входит в институтский Учёный совет. Член диссоветов — этого же института (Д 002.008.01) и филологического факультета МГУ (Д 501.001.19).
В 1966 году защитила кандидатскую диссертацию под руководством профессора П. С. Кузнецова, а в 1987 году — докторскую диссертацию «Диалектная структура праславянского языка по данным южнославянской лексики».

## Монографии
- Культура подсечно-огневого земледелия в зеркале языка / Л. В. Куркина ; Ин-т рус. яз. им. В. В. Виноградова РАН. — Москва : Азбуковник, 2011. — 366 с. — ISBN 978-5-91172-053-7
- Диалектная структура праславянского языка по данным южнославянской лексики. Любляна, 1992, 260 с.

## Статьи
- Лексика как источник реконструкции динамики диалектных отношений на карте праславянского языка // О семиотике и её исследователе: Памяти Маргариты Ивановны Лекомцевой. – Тарту: Ruthenia, 2019. С. 42-60. ISBN 978-9949-77-974
- Этимологии русских лексических диалектизмов (тромо́й, заколу́ка, во́лоб) // В созвездии слов и имен. Сб. научных статей к юбилею Марии Эдуардовны Рут. Редколлегия: Е.Л. Березович (отв. редактор), Т.Н. Дмитриева, Н.В. Кабинина и др. Екатеринбург:  изд. Уральского ун-та, 2017. С. 91-106
- Общеславянский лингвистический атлас. Материалы и исследования 2012-2014. Отв. ред. дфн Вендина Т.И. М.: изд. «Нестор-История», 2016. С. 143-155
- Этимологические заметки по славянской лексике // Труды Института русского языка им. В.В. Виноградова. IV. Этимология. М.: изд. «Вест-Консалтинг», 2015. С. 210-229
- Проблема происхождения старославянского языка в трудах В. Ягича // Slavia, № 6, 2014. С. 262—269
- К продолжениям слав. *prヒditi // SOPHIA SLAVICA. Sborník prací věnovaných PhDr Žofii Šarapatkové k osmdesátým narozeninám. Uspořádali Vit Boček a Bohumil Vykypěl. Brno, 2014.Vydal a vytiskl Tribun EU s.r.o. (knihovnicka.cz). Cejl 892/32, 602 00. Brno, 2014, 80 stran. (стр. 45-51)
- К реконструкции структурно-семантических отношений в системе славянских терминов земледелия // Славянское языкознание. XV Международный съезд славистов. М.: «Индрик», 2013. С. 87-98
- К этимологии слав. *sytъ (в развитие идей Ф. Миклошича) // Miklosichiana Bicentennalia. Festschrift for the 200th Anniversary of  Fr. Miklosich’s Birthday. Belgrade, 2013. С. 135-143. Ed. A. Loma
- К этимологии слав. *oslędь // Славянское и балканское языкознание. Палеославистика. Слово и текст. Отв. редактор дфн В.С. Ефимова. М., 2012. С. 301-307
- Заметки по этимологии славянских слов (рус. стребать, слав. *pyska/*pъsk-, рус. у́стина, велеть, ухвоить) // Этимология 2009-2011. М., 2012. С. 178-188
- К проблеме интерпретации лексических связей // Praslovanska dialektizacija v luči etimološki raziskav. Ob stoletnici rojstva akad. F. Bezlaja // Zbornik referatov z mednarodnega znanstvenega simpozija v Ljubljani 16.-18. septembra 2012. Uredili M. Furlan in A. Šivic-Dular. Ljubljana, 2012. С. 135-150.
- Лексическое единство словенского и восточнославянских языков (на материале лексики земледелия) // Sloveniсa 1. СПб., 2011. С. 175-181
- Слав. *(j)utrina // СЛОВА·  КОНЦЕПТЫ · МИФЫ. К 60-летию А.Ф. Журавлева. Отв. редактор Г.К. Венедиктов. М., 2011. С. 203-208
- К этимологии слав. *tьlo // W stulecie Rocznika slawistycznego. Rocznik slawistyczny. Kraków, 1908-2008. Red. M. Wojtyła-Świerzowska. Kraków, 2010. С. 175-184.
- К этимологии слав. *paxati // Studia Etymologica Brunensia. 6. Praha, 2009. С. 173-182
- К истокам славянской социальной терминологии (Жилище и поселение как единицы социальной организации древних славян) // Славянское языкознание. XIV Международный съезд славистов. М., 2008. С. 322-341
- К этимологии слав. *orati // Сб. Язык как материя смысла. К 90-летию акад. Н. Ю. Шведовой. М., 2007. С. 232-238
- К реконструкции этимологических связей слав. *čajati // Славенска етимологиjа данас. Зборник симпозиjума одржаног од 5. до 10. септембра 2006. године. Београд, 2007. С. 255-264
- Этимологические заметки по славянской лексике (слав. *šelpati, *šalъjь, рус. диал. почава́ть) // Этимология 2003-2005. М.: «Наука», 2006, с. 108-117
- От terra inculta к terra culta // ОЛА 1997-2000. М.: Институт русского языка им. В.В. Виноградова РАН, 2003. С. 50-78
- Система пространственных представлений древних славян (по материалам лексики) // Славянское языкознание. XIII Международный съезд славистов. М.: «Индрик», 2003. С. 356-375
- К реконструкции этимологических связей слав. *myliti ‘обманывать, вводить в заблуждение’ // Studia Etymologica Brunensia. Praha, 2003. С. 115-125
- Словенско-русские лексические параллели (по материалам «Русско-словенского» и «Словенско-русского» словарей М. Хостника // По материалам Симпозиума, посвященного 150-летию со дня рождения М. Хостника. 3 сентября 2003 г. Словения. Šmartno pri Litiji.
- К реконструкции динамики диалектных отношений на карте праславянского языка (по материалам лексики земледелия) // Dzieje Słowian w świetle leksyki. Pamięci profesora Fr. Sławskiego. Pod redakcją J. Ruseka, W. Borysia, L. Bednarczuka. Kraków, 2002. С. 153–159
- К этимологии слав. *prętati // Балто-славянские исследования. М.: «Индрик», 2002. С. 194–203
- Славянские термины подсечного земледелия на индоевропейском фоне // Балто-славянские исследования 1998-1999. М., 2000. С. 8-23
- Понятие границы в системе пространственных представлений древних славян // Studia Etymologica Brunensia 1. Praha, 2000. С. 127-134
- К этимологии слав. *voržiti // Jужнословенски филолог. Вып. LVI / 1-2. Београд, 2000. С. 561-567
- Подсека как место обитания нечистой силы // Кодови словенских култура. Броj 5. Земљорадња. Београд, 1999. С. 7-14
- Заметки по славянской этимологии (словен. râtka, ráliti, русск. диал. высоколить, чеш. -plasati,  русск. диал. выпрыть) // ОЛА 1994-1996. М.: Институт русского языка им. В.В. Виноградова РАН, 2000. С. 197-206
- Паннонская теория в трудах В. Облака // Obdobja 15. Ljubljana, 1998. С. 13-22
- К проблеме историко-генетической интерпретации лексических изоглосс // Исследования по славянской диалектологии. 5. Актуальные проблемы славянской лингвогеографии. М.: Институт славяноведения РАН, 1998. С. 338-345
- Термины подсечно-огневого земледелия в составе праславянского словаря // Prasłowiańszczyzna i jej rozpad. Kraków, 1998. С. 207-333
- К реконструкции древних форм земледелия у славян // Славянское языкознание. XII Международный съезд славистов. Краков, 1998. М., 1998. С. 381-397
- Термины подсечно-огневого земледелия в составе праславянского словаря // Prasłowiańszczyzna i jej rozpad. Kraków, 1998. С. 207-333
- Куркина Л. В. Паннонская теория Копитара в свете современных исследований // Kopitarjev Zbornik. Ljubljana, 1996. C. 241—248
- К проблеме региональных элементов в этимологическом словаре // Зборник Матице Српске за филологиjу и лингвистику XXXIX/2. Нови Сад, 1996. C. 19-27
- Славянские этимологии (словен. strsniti se, чеш., словац. paratiti) // Этимология 1994-1996. М.: «Наука», 1997. С. 46-57
- К этимологии русск. настропалить // Сб. Словарь. Грамматика. Текст. М.: Институт русского языка им. В.В. Виноградова РАН 1996. С. 121-127
- Паннонославянская языковая общность в системе диалектных отношений праславянского языка // Славянское языкознание. XI Международный съезд славистов. М.: «Наука, 1993. С. 36—45
- Славянские этимологии (*skovorda, *pačьkati) // Этимология 1988-1990. М., 1993. С. 57-62
- Праславянские  языковая общность в системе диалектных отношений праславянского языка // Вопросы языкознания № 4 1985. С. 61—71
- Славянские этимологии (*smegnヒti/*smęgnヒti, *marati, *o(b)poka) // Этимология 1985. М.: «Наука», 1988. С. 10-16.
- Этимологические  заметки (*kruliti, *tuskati/*tyskati) // ОЛА 1982. М.: «Наука», 1985. С. 281-285
- Славянские этимологии (*luna / *lun’a, *setьnъjь и *sotiti, *stopьnъkъ, *telm- / *tolm-/ *tъlm-, *trek- / *trok- / *trak-, *tronъka, *zヒbьlь) // Этимология 1983. М.: «Наука», 1985. С. 20-30.
- Славянские этимологии (*krek-/*krok-, *sold-/*sъld-) // ОЛА 1981. М.: «Наука», 1984. С. 282-291.
- Славянские этимологии (*korda, *moldъjь, *pelti, *peljヒ и *pelti, *pelvヒ) // Этимология 1981. М.: «Наука», 1983. С. 3-16
- Куркина Л. В. Некоторые вопросы формирования южных славян в связи с паннонской теорией Е. Копитара // Вопросы языкознания № 3. М., 1981. С. 85—97
- Праславянские лексические диалектизмы южнославянских языков (ю.-слав. *mъrsiti, *šupъ, šuplь, словен. kópiti, miljâva, snúditi se, vada, végati, vézniti, болг. отчер, щикълкъ, макед. шк'ебав, с.-хорв. ošćela, škrge // Этимология 1979. М., 1981. С. 15-28
- Славянские этимологии (*še-mьreti, *sko-vьrěti, *ša-vьrěti, *skomud-/*ščemъd-, *sko-vьrga, šebol-) // ОЛА 1979. М.: «Наука», 1981. С. 331-337
- Названия горного рельефа (на материале южнославянских языков) // Этимология 1977. М.: «Наука», 1979. С. 39-54
- Славянские этимологии (укр. пiхур, словен. smogor, voleki, ríbast, skólke, čužje, слав. *ręb-/*rヒb-, *pel-/*pelv-) // Этимология 1971. М.: «Наука», 1973. С. 87-92
- Словенско-восточнославянские лексические связи // Этимология 1970. М.: «Наука», 1972. С. 91-102
- Из наблюдений над некоторыми названиями дорог и тропинок в славянских языках // Этимология 1968. М.: «Наука», 1971. С. 92-106.
- Названия болот в славянских языках // Этимология 1967. М.: «Наука», 1969. С. 129-144